# Чемпионат России по плаванию на короткой воде 2020
Чемпионат России по плаванию на короткой воде 2020 прошёл с 14 по 19 декабря в Санкт-Петербурге в специализированном спортивном комплексе для плавания «Центр плавания».
В чемпионате приняли участие 470 спортсменов из 63 регионов. Были установлены 2 рекорда России, 1 юношеский рекорд мира, 2 юношеских рекорда Европы, 11 юношеских рекордов России.
Александр Щёголев (Санкт-Петербург) завоевал 7 медалей — 5 золотых, 1 серебряную и 1 бронзовую, став самым титулованным пловцом. У женщин Дарья С. Устинова (СПб) выиграла 4 золотых, 1 серебряную и 2 бронзовые медали.
Лучшими спортсменами по количеству заработанных очков FINA стали Климент Колесников (1015 очков за результат, показанный на 100 м на спине — 48.63) и Евгения Чикунова (925 очков за результат на 200 м брассом — 2:18.10).

## Рекорды, установленные на чемпионате
Рекорды России
- Климент Колесников — 100 м на спине — полуфинал — 48,63
- Илья Бородин — 400 м комплексным — финал — 4.01,91

Юношеский рекорд мира
- Андрей Минаков — 50 м баттерфляем — финал — 22,34

Юношеские рекорды Европы
- Андрей Минаков — 50 м баттерфляем — финал — 22,34
- Илья Бородин — 400 м комплексным — финал — 4.01,91

Юношеские рекорды России
- Андрей Минаков — 50 м баттерфляем — предварительный заплыв —22,56
- Андрей Минаков — 50 м баттерфляем — полуфинал — 22,54
- Андрей Минаков — 50 м баттерфляем — финал — 22,34
- Илья Бородин — 400 м комплексный — финал — 4.01,91
- Евгения Чикунова — 50 м брассом — финал — 30,38
- Евгения Чикунова — 100 м брассом — полуфинал — 1.05,09
- Евгения Чикунова — 100 м брассом — финал — 1.04,35
- Екатерина Никонова — 100 м вольным стилем — финал — 53,19
- Екатерина Никонова — 200 м вольным стилем — финал — 1.55,14
- Кирилл Мартынычев — 1500 м вольным стилем — финал — 14.30,17
- Анна Чернышева, Ольга Турчина, Елена Шелобанова, Ульяна Линда — комбинированная эстафета 4×100 м — финал — 4.05,29

## Призёры

### Мужчины
| Дисциплины                       | Золото | Золото   | Серебро | Серебро  | Бронза | Бронза   |
| -------------------------------- | --- | -------- | --- | -------- | --- | -------- |
| 50 м вольным стилем              | Даниил Марков Новосибирская область                                                                                      | 21.35    | Иван Гирёв Московская обл. — Тульская обл.                                                                       | 21.36    | Иван Кузьменко Саратовская обл. — Пензенская обл.                                                                         | 21.41    |
| 100 м вольным стилем             | Евгений Рылов Московская обл. — Хабаровский край                                                                         | 46.35    | Владислав Гринёв Москва                                                                                          | 46.37    | Иван Гирёв Московская обл. — Тульская обл.                                                                                | 46.75    |
| 200 м вольным стилем             | Александр Щёголев Санкт-Петербург                                                                                        | 1:41.79  | Михаил Вековищев Калужская область                                                                               | 1:42.44  | Даниил Шаталов Москва | 1:44.03  |
| 400 м вольным стилем             | Мартин Малютин Омская область                                                                                            | 3:39.45  | Вячеслав Андрусенко Татарстан                                                                                    | 3:40.85  | Даниил Шаталов Москва | 3:41.00  |
| 1500 м вольным стилем            | Кирилл Мартынычев Санкт-Петербург                                                                                        | 14:30.17 | Эрнест Максумов Татарстан                                                                                        | 14:46.81 | Илья Дружинин ХМАО — Югра                                                                                                 | 14:48.41 |
| 50 м на спине                    | Евгений Рылов Московская обл. — Хабаровский край                                                                         | 22.76    | Марк Николаев Ленинградская область                                                                              | 23.19    | Павел Самусенко Мурманская область                                                                                        | 23.69    |
| 100 м на спине                   | Климент Колесников Москва                                                                                                | 48.71    | Евгений Рылов Московская обл. — Хабаровский край                                                                 | 48.88    | Марк Николаев Ленинградская область                                                                                       | 50.84    |
| 200 м на спине                   | Егор Доломанов Волгоградская область                                                                                     | 1:52.51  | Роман Ларин Пензенская область                                                                                   | 1:52.91  | Никита Бабченко Краснодарский край                                                                                        | 1:53.03  |
| 50 м брассом                     | Кирилл Пригода Санкт-Петербург                                                                                           | 26.26    | Андрей Николаев Калужская область                                                                                | 26.45    | Данил Семьянинов Москва                                                                                                   | 26.56    |
| 100 м брассом                    | Кирилл Пригода Санкт-Петербург                                                                                           | 56.73    | Антон Чупков Москва                                                                                              | 56.82    | Данил Семьянинов Москва                                                                                                   | 57.21    |
| 200 м брассом                    | Антон Чупков Москва | 2:02.10  | Кирилл Пригода Санкт-Петербург                                                                                   | 2:02.49  | Олег Костин Нижегородская область                                                                                         | 2:02.61  |
| 50 м баттерфляем                 | Андрей Минаков Санкт-Петербург                                                                                           | 22.34    | Александр Садовников Волгоградская область                                                                       | 22.60    | Роман Шевляков Санкт-Петербург                                                                                            | 22.88    |
| 100 м баттерфляем                | Михаил Вековищев Калужская область                                                                                       | 49.77    | Александр Садовников Волгоградская область                                                                       | 50.16    | Андрей Минаков Санкт-Петербург                                                                                            | 50.22    |
| 200 м баттерфляем                | Александр Кудашев Самарская область                                                                                      | 1:52.09  | Егор Павлов Пензенская область                                                                                   | 1:53.01  | Александр Прибыток Санкт-Петербург                                                                                        | 1:53.24  |
| 100 м комплексное плавание       | Александр Щёголев Санкт-Петербург                                                                                        | 52.28    | Даниил Пахомов Санкт-Петербург — Архангельская обл.                                                              | 52.82    | Семён Макович Москва | 53.14    |
| 200 м комплексное плавание       | Даниил Пасынков Москва                                                                                                   | 1:54.04  | Семён Макович Москва                                                                                             | 1:55.05  | Илья Бородин Брянская область                                                                                             | 1:55.34  |
| 400 м комплексное плавание       | Илья Бородин Брянская область                                                                                            | 4:01.91  | Даниил Пасынков Москва                                                                                           | 4:06.81  | Александр Осипенко Москва                                                                                                 | 4:07.69  |
| Эстафета 4×50 м вольным стилем   | Новосибирская область Даниил Марков (21.57) Александр Боровцов (21.69) Максим Абловацкий (21.70) Никита Лобинцев (21.77) | 1:26.73  | Москва Владимир Дубинин (21.69) Михаил Полищук (21.90) Георг Гутманн (22.05) Даниил Шаталов (21.41)              | 1:27.05  | Пензенская область Роман Ларин (22.47) Егор Павлов (22.02) Александр Харланов (22.30) Иван Кузьменко (21.05)              | 1:27.84  |
| Эстафета 4×100 м вольным стилем  | Москва Климент Колесников (45.87) Андрей Жилкин (47.17) Владимир Дубинин (47.51) Владислав Гринёв (46.16)                | 3:06.71  | Санкт-Петербург Андрей Минаков (46.64) Александр Щёголев (46.28) Роман Шевляков (47.68) Александр Попков (48.00) | 3:081.60 | Новосибирская область Даниил Марков (47.89) Арсений Десятов (48.79) Александр Боровцов (48.86) Максим Абловацкий (47.82)  | 3:13.36  |
| Эстафета 4×200 м вольным стилем  | Санкт-Петербург Александр Фёдоров (1:44.76) Антон Никитин (1:44.90) Алексей Ртищев (1:45.74) Александр Щёголев (1:42.74) | 6:58.14  | Москва Даниил Шаталов (1:43.22) Даниил Пасынков (1:45.59) Николай Снегирёв (1:45.98) Владислав Гринёв (1:43.85)  | 6:58.64  | Татарстан Вячеслав Андрусенко (1:44.46) Александр Красных (1:43.83) Александр Обшаров (1:49.17) Эрнест Максумов (1:48.44) | 7:05.90  |
| Комбинированная эстафета 4×50 м  | Санкт-Петербург Павел Татаренко (23.85) Кирилл Пригода (25.91) Александр Попков (22.67) Александр Щёголев (21.18)        | 1:33.61  | Пензенская область Роман Ларин (24.35) Егор Сучков (27.00) Егор Павлов (23.01) Иван Кузьменко (21.07)            | 1:35.43  | Москва Никита Третьяков (24.87) Данил Семьянинов (26.26) Пётр Жихарев (23.14) Михаил Полищук (21.63)                      | 1:35.90  |
| Комбинированная эстафета 4×100 м | Санкт-Петербург Павел Татаренко (52.28) Кирилл Пригода (56.96) Андрей Минаков (49.73) Александр Щёголев (46.59)          | 3:25.56  | Москва Никита Третьяков (25.67) Данил Семьянинов (58.05) Михаил Довгалюк (51.09) Владислав Гринёв (46.51)        | 3:28.57  | Пензенская область Егор Павлов (52.08) Егор Сучков (59.17) Александр Харланов (50.51) Роман Ларин (48.89)                 | 3:30.65  |

### Женщины
| Дисциплины                       | Золото | Золото  | Серебро | Серебро | Бронза | Бронза  |
| -------------------------------- | --- | ------- | --- | ------- | --- | ------- |
| 50 м вольным стилем              | Розалия Насретдинова Москва | 24.22   | Арина Суркова Новосибирская область                                                                                                | 24.30   | Дарья С. Устинова Санкт-Петербург                                                                                               | 24.49   |
| 100 м вольным стилем             | Екатерина Никонова Новосибирская обл.                                                                                          | 53.19   | Арина Суркова Новосибирская область                                                                                                | 53.21   | Дарья Сурушкина Белгородская область                                                                                            | 53.69   |
| 200 м вольным стилем             | Вероника Андрусенко Татарстан                                                                                                  | 1:54.95 | Екатерина Никонова Новосибирская обл.                                                                                              | 1:55.14 | Валерия Саламатина Свердловская область                                                                                         | 1:55.57 |
| 400 м вольным стилем             | Анна Егорова ХМАО-Югра — Калининградская обл.                                                                                  | 4:08.95 | Валерия Саламатина Свердловская область                                                                                            | 4:02.80 | Александра Быкова Санкт-Петербург                                                                                               | 4:03.94 |
| 800 м вольным стилем             | Анна Егорова ХМАО-Югра — Калининградская обл.                                                                                  | 8:16.26 | Яна Курцева Волгоградская область                                                                                                  | 8:29.57 | Александра Хайлова Санкт-Петербург                                                                                              | 8:40.56 |
| 50 м на спине                    | Дарья Васькина Москва | 26.41   | Александра Курилкина Санкт-Петербург                                                                                               | 26.94   | Арина Суркова Новосибирская область                                                                                             | 27.03   |
| 100 м на спине                   | Дарья Васькина Москва | 57.36   | Александра Курилкина Санкт-Петербург                                                                                               | 58.26   | Дарья К. Устинова Свердловская область                                                                                          | 58.90   |
| 200 м на спине                   | Анастасия Кляровская Москва | 2:06.55 | Дарья К. Устинова Свердловская область                                                                                             | 2:08.53 | Ирина Кривоногова Пензенская область                                                                                            | 2:09.02 |
| 50 м брассом                     | Мария Темникова Санкт-Петербург                                                                                                | 30.20   | Евгения Чикунова Санкт-Петербург                                                                                                   | 30.38   | Ника Годун Москва | 30.47   |
| 100 м брассом                    | Евгения Чикунова Санкт-Петербург                                                                                               | 1:04.35 | Мария Темникова Санкт-Петербург | 1:04.69 | Ника Годун Москва | 1:05.27 |
| 200 м брассом                    | Евгения Чикунова Санкт-Петербург                                                                                               | 2:18.10 | Мария Темникова Санкт-Петербург | 2:18.28 | Мария Асташкина Пензенская область                                                                                              | 2:21.15 |
| 50 м баттерфляем                 | Арина Суркова Новосибирская область                                                                                            | 25.31   | Дарья Васькина Москва | 25.87   | Розалия Насретдинова Москва | 25.91   |
| 100 м баттерфляем                | Светлана Чимрова Москва | 56.52   | Арина Суркова Новосибирская область                                                                                                | 57.04   | Полина Малахова Санкт-Петербург                                                                                                 | 57.80   |
| 200 м баттерфляем                | Светлана Чимрова Москва | 2:07.10 | Анастасия Маркова Вологодская область                                                                                              | 2:07.97 | Яна Курцева Волгоградская область                                                                                               | 2:08.14 |
| 100 м комплексное плавание       | Ирина Шваева Санкт-Петербург                                                                                                   | 59.77   | Александра Денисенко Санкт-Петербург                                                                                               | 1:01.36 | Маргарита Дрямина Удмуртия | 1:01.48 |
| 200 м комплексное плавание       | Ирина Кривоногова Пензенская область                                                                                           | 2:10.74 | Анна Чернышёва Московская область                                                                                                  | 2:11.12 | Александра Денисенко Санкт-Петербург                                                                                            | 2:11.14 |
| 400 м комплексное плавание       | Ирина Кривоногова Пензенская область                                                                                           | 4:36.39 | Александра Денисенко Санкт-Петербург                                                                                               | 4:37.95 | Анна Чернышёва Московская область                                                                                               | 4:39.47 |
| Эстафета 4×50 м вольным стилем   | Санкт-Петербург Александра Курилкина (24.94) Дарья С. Устинова (24.31) Дарья Татаринова (24.24) Ирина Шваева (24.66)           | 1:38.15 | Новосибирская область Арина Суркова (24.45) Дарья Трофимова (24.63) Анита Грищенко (24.91) Екатерина Никонова (24.37)              | 1:38.36 | Красноярский край Арина Опёнышева (25.08) Софья Лобова (24.47) Валерия Бодня (24.74) Анна Ганус (25.09)                         | 1:39.38 |
| Эстафета 4×100 м вольным стилем  | Новосибирская область Арина Суркова (53.56) Екатерина Никонова (53.03) Анита Грищенко (55.61) Дарья Трофимова (53.00)          | 3:35.20 | Санкт-Петербург Дарья С. Устинова (53.60) Ирина Шваева (54.57) Александра Быкова (54.55) Полина Невмовенко (53.90)                 | 3:36.62 | Москва Розалия Насретдинова (54.49) Елизавета Сусорова (?) Варвара Чемисова (?) Светлана Чимрова (54.70)                        | 3:38.36 |
| Эстафета 4×200 м вольным стилем  | Санкт-Петербург Дарья С. Устинова (1:56.63) Александра Быкова (1:56.00) Александра Хайлова (2:01.20) Алёна Чеховских (1:58.33) | 7:52.16 | Свердловская область Валерия Саламатина (1:56.14) Дарья К. Устинова (2:00.58) Полина Билалова (2:06.01) Дарья Муллакаева (1:57.77) | 8:00.50 | Москва Елизавета Сусорова (2:00.01) Варвара Чемисова (2:01.17) Кристина Красюкова (2:02.34) Анастасия Журавлёва (2:01.80)       | 8:05.32 |
| Комбинированная эстафета 4×50 м  | Санкт-Петербург Александра Курилкина (27.02) Мария Темникова (29.92) Полина Малахова (25.96) Дарья С. Устинова (23.80)         | 1:46.70 | Новосибирская область Анастасия Дуплинская (27.67) Виталина Симонова (30.74) Арина Суркова (24.94) Екатерина Никонова (24.52)      | 1:47.87 | Красноярский край Анастасия Осипенко (24.69) Анна Ганус (30.79) Софья Лобова (25.78) Арина Опёнышева (24.60)                    | 1:48.86 |
| Комбинированная эстафета 4×100 м | Санкт-Петербург Александра Курилкина (59.10) Евгения Чикунова (1:04.50) Полина Малахова (57.63) Дарья С. Устинова (52.96)      | 3:54.19 | Москва Анастасия Кляровская (59.28) Ника Годун (1:05.36) Светлана Чимрова (59.49) Розалия Насретдинова (55.06)                     | 3:56.19 | Новосибирская область Анастасия Дуплинская (59.56) Виталина Симонова (1:06.51) Арина Суркова (58.61) Екатерина Никонова (52.80) | 3:57.48 |

### Смешанные дисциплины
| Дисциплины                      | Золото | Золото  | Серебро | Серебро | Бронза | Бронза  |
| ------------------------------- | --- | ------- | --- | ------- | --- | ------- |
| Эстафета 4×50 м вольным стилем  | Новосибирская область Даниил Марков (21.71) Александр Боровцов (21.54) Арина Суркова (23.54) Екатерина Никонова (24.23) | 1:31.02 | Москва Климент Колесников (21.22) Владислав Гринёв (21.30) Розалия Насретдинова (24.20) Елизавета Сусорова (24.98)       | 1:31.70 | Санкт-Петербург Александр Щёголев (21.57) Александр Попков (21.41) Дарья С. Устинова (24.05) Ирина Шваева (24.73) | 1:31.70 |
| Комбинированная эстафета 4×50 м | Москва Дарья Васькина (26.57) Ника Годун (29.85) Андрей Жилкин (22.34) Владислав Гринёв (21.17)                         | 1:39.93 | Новосибирская область Анастасия Дуплинская (28.03) Александр Титенко (27.15) Арина Суркова (25.64) Даниил Марков (21.33) | 1:42.15 | Белгородская область Валерия Жилина (28.00) Павел Щёголев (26.98) Иван Агафонов (23.35) Дарья Сурушкина (24.24)   | 1:42.57 |